# Llanddyfnan
Llanddyfnan är en community i Storbritannien. Den ligger på ön Anglesey i kommunen Isle of Anglesey och riksdelen Wales, i den sydvästra delen av landet, 300 km nordväst om huvudstaden London. 
De största byarna i communityn är Capel Coch, Llangwyllog och Talwrn.